# الین فوکس
الین فوکس زیست‌شناس سلولی آمریکایی است که به دلیل کارهایش در زمینه زیست‌شناسی و مکانیسم‌های مولکولی پوست پستانداران و بیماری‌های پوستی شناخته می‌شود. او به پیشگام شدن در مدرنیزاسیون درماتولوژی کمک کرد. فوکس روش‌های ژنتیک معکوس را معرفی کرد که عملکرد پروتئین را ابتدا ارزیابی کرده و سپس نقش آن را در توسعه و بیماری ارزیابی می‌کنند. به‌ویژه، فوکس تحقیقات خود را بر روی سلول‌های بنیادی پوست و تولید مو و پوست متمرکز کرده است. او پژوهشگر مؤسسه پزشکی هاوارد هیوز و استاد ربکا سی. لنسفیلد در زیست‌شناسی سلولی و توسعه پستانداران در دانشگاه راکفلر است.

## اوایل زندگی و تحصیلات
فوکس در خارج از شیکاگو در خانواده‌ای از دانشمندان بزرگ شد - پدر، عمه و خواهرش نیز دانشمند بودند و خانواده‌اش او را تشویق کردند تا تحصیلات عالی را دنبال کند. او گفت که این تأثیرات به‌ویژه در دوران کودکی برای او مهم بودند. در مصاحبه‌ای با فایزا الماسری در سال ۲۰۱۰، فوکس گفت: «فکر می‌کنم مانند بسیاری از کودکان در دنیای ما، من به علم علاقه‌مند شدم فقط از داشتن یک تور پروانه‌گیری و چندین فیلتر و چند بوت و رفتن به جویبارها و رودخانه‌ها و بودن در مزرعه‌ها.» حتی مادرش، که خانه‌دار بود، او را تشویق کرد تا علاقه‌اش به علم را دنبال کند در زمانی که تعداد کمی از زنان وارد زمینه‌های علمی می‌شدند. «او خانه‌دار بود اما به هر کاری که انجام می‌داد افتخار می‌کرد. او به خواهرم و من در همه جهات مختلف تشویق کرد. مادرم همیشه می‌گفت، 'تو آشپز خوبی هستی، تو یک دانشمند عالی خواهی شد'، وقتی به او گفتم که علم را دوست دارم؛ بنابراین فکر می‌کنم این چیزهای کوچک شاید مهم‌تر از هر چیز بزرگی باشند.»
فوکس در سال ۱۹۷۲ مدرک لیسانس در شیمی را از دانشگاه ایلینوی دریافت کرد و با بالاترین افتخار در علوم شیمی فارغ‌التحصیل شد. او به عنوان یکی از سه زن در کلاسی از ۲۰۰ دانشجوی فیزیک در مقطع کارشناسی شروع کرد. فوکس در دوران دانشگاه به‌صورت سیاسی فعال بود و به جنگ ویتنام اعتراض کرد و برای سپاه صلح درخواست داد با این هدف که به شیلی فرستاده شود. با این حال، هنگامی که به جای شیلی به اوگاندا که تحت دیکتاتوری عیدی امین بود اختصاص یافت، تصمیم گرفت مستقیم به مدرسه تحصیلات تکمیلی برود.
وقتی برای تحصیلات تکمیلی درخواست داد، فوکس از شرکت در آزمون رکورد فارغ‌التحصیلی (GRE) خودداری کرد. در مصاحبه‌ای در سال ۲۰۰۹، فوکس بیان کرد، «... من احساس می‌کردم که آزمون رکورد فارغ‌التحصیلی دانش واقعی من را آزمایش نمی‌کند، بلکه اینکه چگونه می‌توانم در یک آزمون کتبی عملکرد داشته باشم.» به‌جای آن، او یک توضیح سه‌صفحه‌ای همراه با درخواست‌هایش ارائه داد که توضیح می‌داد چرا آزمون GRE را نمی‌دهد. اگرچه او در هر جایی که درخواست داد، پذیرفته شد، اما اذعان می‌کند که بیانیه سرکشانه او احتمالاً امروزه به همان شکل نگاه نمی‌شود. «فکر نمی‌کنم که استادان امروزه به اندازه دوران جنگ ویتنام نسبت به دانشجویان سرکش بازباشند.»
فوکس در سال ۱۹۷۷ دکترای علوم بیوشیمی را از دانشگاه پرینستون دریافت کرد. پایان‌نامه دکترای او با عنوان «بیوسنتز و تجمع پوسته پپتیدوگلیکان باسیلوس مگاتوریوم» بود. فوکس کار خود در زمینه زیست‌شناسی پوست را در طول کار پسادکترای خود با هاوارد گرین در MIT آغاز کرد. در آزمایشگاه گرین، او مکانیسم‌های زیربنایی رشد و تمایز در کراتینوسیت‌های اپیدرمال را مطالعه کرد.